# Russisch-Oekraïens gasconflict 2006

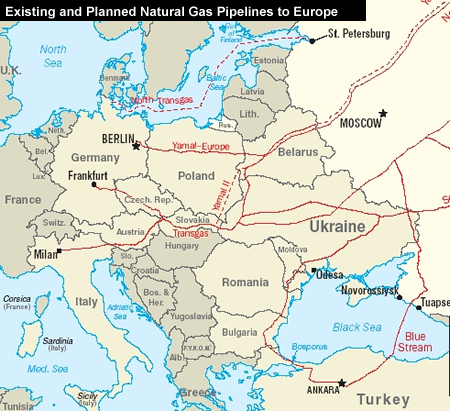
Overzichtskaart van bestaande en aangekondigde Russische gasleidingen in Europa, situatie in 2006.
Zie ook de kaartlinks.

Het Russisch-Oekraïens gasconflict was een conflict tussen Rusland en Oekraïne over de leveringsprijs van aardgas door het Russische staatsbedrijf Gazprom aan het Oekraïense staatsbedrijf Naftogaz. Naftogaz verzorgde het vervoer van meer dan 80% van het aardgas van Gazprom naar Europa.
Het conflict ontstond in maart 2005, toen Rusland stappen ondernam om een drastische prijsverhoging door te voeren voor het gas dat door Gazprom geleverd werd aan Oekraïne. Deze gasprijsverhoging was volgens Gazprom onderdeel van het Russische beleid om voor alle voormalige Sovjetlanden voortaan marktprijzen te berekenen, in plaats van de gesubsidieerde prijzen die tot dan toe veelal werden berekend. Na mislukte onderhandelingen met Oekraïne sloot Gazprom op 1 januari 2006 om 10:00 MSK het gas af naar Oekraïne. Na twee dagen werd de gastoevoer hersteld.
De onderhandelingen leidden tot een voorlopige overeenkomst op 4 januari 2006. Het conflict werd sterk gepolitiseerd en kreeg internationale media-aandacht omdat andere Europese landen tijdelijk minder gas ontvingen. Het conflict leidde tot de kabinetscrisis in Oekraïne en zorgde ervoor dat veel Europese landen hun energievoorziening gingen herbekijken. Met name kernenergie kwam hierbij weer in beeld als alternatief.
Inzet van het conflict was een prijsverhoging van 180 dollar: het bedrijf wilde namelijk 230 dollar (195 euro) per 1000 m³ aardgas in plaats van 50 dollar die Oekraïne in 2005 betaalde. De uiteindelijke prijs werd via een constructie met het bedrijf RosUkrEnergo bepaald op 95 dollar voor een periode van een half jaar.

## Achtergrond
In 2004 en 2005 consumeerde Oekraïne jaarlijks 80 miljard m³ aardgas:
- 20 miljard werd door het land zelf geproduceerd
- ± 36 miljard werd gekocht van Turkmenistan
- 17 miljard werd gegeven door Rusland in ruil voor het gebruik van het netwerk voor de export van gas naar Europa
- 6-8 miljard werd gekocht van Rusland[1]

Volgens het CIA World Factbook was Oekraïne in 2015 de op drie na grootste importeur en de op vijf na grootste verbruiker van aardgas ter wereld. Een gedeelte hiervan is te wijten aan verspilling en inefficiëntie door de industrie die grotendeels uit de tijd van de Sovjet-Unie stamde. Door de zeer lage prijzen voor energie en door de subsidiëring van de industrie door de Oekraïense overheid had de lokale staalindustrie een voordeel ten opzichte van haar Russische concurrenten, wat zorgde voor dumping op de Russische markt. Mijnbouw- en staalanalist McCutcheon van het Russische Aton zei: "In effect, the Russian government through Gazprom was subsidizing Ukrainian steel companies with cheap gas. To add insult to injury, Ukrainians were then dumping their steel in Russia at knockdown prices." Doordat de energiekosten bij veel Oekraïense industriële bedrijven konden oplopen tot 80% van de totale kosten, zou een grote prijsstijging grote problemen opleveren.
Een deel van het gas werd voor veel hogere prijzen doorverkocht naar andere landen als Roemenië, aldus Naftogaz-voorzitter Ivtsjenko. Hij noemde een prijs van 198 dollar per 1000 m³, tegenover een inkoopsprijs van 60 dollar. Deze export werd in juni 2005 verboden door de Verchovna Rada toen Gazprom in een reactie daarop de gastoevoer naar Oekraïne liet verminderen met 7,8 miljard m³ (de hoeveelheid geïmporteerd gas uit Rusland en Turmenistan die werd geëxporteerd door Naftogaz) om niet de eigen gasvoorziening in gevaar te laten komen.

## Gascontract van 2002
Gazprom en Naftogaz ondertekenden op 21 juni 2002 een contract dat geldig werd geacht te zijn tot 2013 waarin werd afgesproken dat de doorvoer van Russisch gas door de pijpleidingen van Naftogaz zou worden geregeld via een vorm van ruilhandel: Oekraïne mocht daarbij tot 15% van het gas dat door Gazprom werd geleverd voor zichzelf houden als betaling voor het gebruik door Gazprom. Eerder werd de hoeveelheid gas die moest worden overgedragen door Gazprom voor het transport per jaar onderhandeld tussen beide partijen en vastgelegd in intergouvernementele protocollen.

### Addendum nr. 4
Op 9 augustus ondertekenden beide partijen het addendum nr. 4 voor het contract, waarbij de hoeveelheid gas die moet worden gegeven als betaling werd vastgelegd op 1,09 dollar voor het transport van 1000 m³ gas per afstand van 100 km (ongeveer 1,40 dollar per mmBtu: zie Specifieke energie). Hiernaast werd de prijs voor 1000 m³ gas op 50 dollar gesteld en werd deze prijs vastgelegd tot het einde van 2009.
Gazprom stelde dat addendum nr. 4 alleen toepasbaar was als de beide landen een jaarlijks intergouvernementeel protocol zouden ondertekenen, waarin de voorwaarden van het gastransport moesten worden vermeld. Volgens Gazprom werd het addendum nr. 4 ongeldig omdat het jaarlijkse protocol niet was ondertekend voor het jaar 2006 op basis van de vereiste voorwaarden.
In eerste instantie hield Gazprom vast aan een nieuw contract waarbij Oekraïne 160 dollar per 1000 m³ gas zou moeten betalen (± 4,40 dollar/mmBtu). Toen Oekraïne hier terughoudend over was eiste topman Aleksandr Medvedev van Gazprom's Gazeksport op 14 december 2005 230 dollar per 1000 m³ (± 6,35 dollar/mmBtu) onder de claim dat een dergelijke prijs meer recht zou doen aan de huidige trends op de wereldmarkt voor gas. Sommige commentatoren legden echter uit dat de term "wereldmarktprijs" nauwelijks toepasbaar is bij aardgas, helemaal in een regio waarbinnen een staat een monopoliepositie heeft op de gasvoorraden. De marktprijs van aardgas op de NYMEX was echter wel stukken hoger dan veel bestaande contractprijzen vanwege de prijsverhoging van olie en gas in 2005. In januari 2006 was de prijs van aardgas op de NYMEX ongeveer 10 dollar/mmBtu. De locoprijzen in Europa varieerden van 10 tot 20 dollar/mmBtu. Bestaande Russische contractprijzen varieerden van 110 (Armenië en Georgië) tot 280 dollar (Roemenië) per 1000 m³. Rusland had echter al aangegeven dat het af wilde van gesubsidieerde prijzen voor de voormalige Sovjetlanden en deze in de toekomst ook marktprijzen wilde gaan berekenen.
Rusland erkende dat het transporttarief ook zou moeten verhoogd worden, maar dan slechts tot 1,74 dollar per 1000 m³/100 km. Ter vergelijking; de transporttarieven in West-Europa varieerden van 0,9 dollar (België) tot 4,5 dollar per 1000 m³/100 km (Griekenland); in de belangrijkste transportlanden Duitsland en Oostenrijk waren deze respectievelijk: 2,5 dollar en 2,7 dollar. Maar er bestonden geen marktprijzen voor transport: de prijs was gebaseerd op de specifieke service kosten van een pijpleiding en in het geval van de EU onderhevig aan de goedkeuring van nationale toezichthouders op de energiemarkt.
Vladimir Poetin beweerde dat de subsidies van Gazprom aan de Oekraïense economie in de miljarden dollars liepen. Hij beweerde ook dat Oekraïne genoeg geld had in zijn budget om de marktprijs te betalen voor gas: "Dit is een zware last voor het Russische budget [...] De consumenten in Oekraïne krijgen tegenwoordig gas voor een veel lagere prijs dan de Russische burgers in hun eigen land betalen! En we hebben nog steeds ongeveer 25 miljoen burgers die onder de armoedegrens leven". Oekraïne betoogde echter dat de Russische eisen in strijd waren met het contract van 2002 en het addendum nr. 4 uit 2004. Gazprom bleef er echter bij dat zowel het contract als het addendum niet geldig waren en konden zijn zonder het jaarlijkse intergouvernementele protocol, dat de basis vormt en een hogere wettelijke status heeft.
| Land | 2005                                          | 2006     | 2007 |
| --- | --------------------------------------------- | -------- | ---- |
| Armenië | $54                                           | $110     | $110 |
| Azerbeidzjan | $60                                           | $140–160 | $230 |
| Baltische staten | $90 (Estland) $92–94 (Letland) $85 (Litouwen) | $120–125 | ?    |
| Georgië | $62,5                                         | $110     | $235 |
| Moldavië | $80                                           | $110¹    | $170 |
| Oekraïne | $50                                           | $95²     | $130 |
| Turkije | $243                                          | $260     | ?    |
| Wit-Rusland | $46,68                                        | $46,68³  | $100 |
| ¹ Oorspronkelijk 150-160. Geldig voor 3 maanden. ² Oorspronkelijk 220-230. Geldig voor een half jaar. ³ Na afstaan Jamal-Europa pijpleiding |                                               |          |      |

## Onderhandelingen in 2005
De onderhandelingen in 2005 voor nieuwe contracten werden gevoerd tussen het Russische staatsgasbedrijf Gazprom en het Oekraïense staatsgasbedrijf Naftogaz. Gazprom wilde eerst de prijs met 300% laten stijgen (naar 150 dollar per 1000 m³) en later met 460% (230 dollar per 1000 m³). In eerste instantie weigerden de Oekraïners solide om ook maar enige prijsverhoging te accepteren en boden aan om met wapenvoorraden te betalen voor gas, maar uiteindelijk ging de Oekraïense president Viktor Joesjtsjenko akkoord met enkele concessies, waarbij de prijs van gas geleidelijk over de tijd zou stijgen. Hij verklaarde dat de Oekraïense industrie niet meer rendabel zou zijn als de prijs steeg tot boven de 90 dollar. Hij riep ook op om het geschil niet te politiseren en uitte zijn vertrouwen dat het probleem niet met politieke maar door economische middelen zou kunnen worden opgelost.
Ongeveer 80% van de Russische gasexporten naar West-Europa liepen door Oekraïne. Rusland verklaarde dat het graag een consortium wilde opstarten tussen Gazprom en Naftogaz, iets waar de Oekraïners op tegen waren omdat dat zou betekenen dat ze het beheer over hun eigen pijpleidingennetwerk zouden verliezen. Hetgeen ook de uitkomst was van het gasconflict tussen Wit-Rusland en Rusland, waarbij het eerstgenoemde land zijn Beltranzgasnetwerk in 2004 bij Gazprom in beheer gaf voor 50 jaar.
Sommige Oekraïense functionarissen riepen op tot het herzien van de leaseprijs die Rusland betaalt aan Oekraïne voor het stallen van zijn Zwarte Zeevloot in Sebastopol in de Krim. Rusland betaalt hiervoor ongeveer 98 miljoen dollar per jaar. De functionarissen verklaarden dat de lease van de havenfaciliteiten aan Rusland te laag geprijsd is en riepen daarom op tot een volledige taxatie van de inventaris van de faciliteiten, die volgens sommigen tot 2 miljard waard zou zijn. Rusland weigerde echter discussies aan te gaan die de condities van de lease zouden kunnen beïnvloeden. Er werd gespeculeerd dat de roep om de leaseprijs te heroverwegen tot stand kwamen onder druk van de Verenigde Staten. Helemaal omdat ze luttele uren na het bezoek van de Amerikaanse minister van Buitenlandse Zaken Condoleezza Rice aan Kiev op 8 december werden gemaakt.
Een dergelijke hertaxatie zou equivalent zijn aan de herroeping van het Russisch-Oekraïens verdrag hierover uit 1997, waarin Rusland ook de overwegend door Russen bevolkte Krim erkende als onderdeel van Oekraïne. Het is daarom een gevoelige zaak met mogelijk negatieve gevolgen.

## Afsluiting van de toevoer
Op 13 december 2005 dreigde Gazprom de toevoer van aardgas naar Oekraïne af te sluiten als er geen overeenkomst over de nieuwe prijs zou komen voor 1 januari 2006 om 10:00 MSK. De volgende dag verklaarde Gazprom unilateraal dat de nieuwe prijs 220-230 dollar per 1000 m³ zou moeten bedragen. Oekraïne beweerde dat dergelijke stappen de eerdere contracten zouden schenden en kwam aanzetten met de mogelijkheid om internationale arbitrage in te zetten. Op 19 december 2005 reisde de Oekraïense minister-president Joeri Jechanoerov naar Moskou, maar hij wist geen overeenstemming te bereiken over de gasprijs. De volgende dag verklaarde Jechanoerov dat Oekraïne ook wel zonder Russisch gas zou kunnen en drong aan op de ontwikkeling van efficiëntere energietechnologieën.

### Drukvermindering en wederzijdse beschuldigingen
Op 26 december 2005 verklaarde Jechanoerov in een interview met het Oekraïense Tv-station 5 kanal dat Oekraïne het contractuele recht had op 15% van het Russische gas dat wordt getransporteerd naar West-Europa. Deze verklaring kwam grotendeels in reactie op de dreiging van Gazprom om zich te wenden tot het Arbitrageinstituut van de Kamer van Koophandel van Stockholm als Oekraïne zich schuldig zou maken aan "onwettige terugtrekking van Russisch transitgas".
Eerder kondigde Jechanoerov aan dat Oekraïne de zaak zou kunnen voorleggen aan het instituut als er geen compromis zou worden bereikt. Beide landen hebben in 1960 de Convention on the Recognition and Enforcement of Foreign Arbitral Awards ondertekend, waardoor een besluit over het conflict door het instituut een wettelijke binding zou hebben. Volgens de Oekraïense overheid maken haar afspraken uit het contract van 2002 het mogelijk om 15% van het gas dat door het land wordt getransporteerd over te hevelen.
Op 29 december 2005 bood Poetin Oekraïne een lening aan van 3,6 miljard om de kosten te dekken van de omschakeling naar marktprijzen voor gas. President Joesjtsjenko wees dit aanbod onmiddellijk van de hand. In de laatste dagen van 2005 begonnen Europese landen, die zich tot dan toe buiten het conflict hadden gehouden, Rusland en Oekraïne onder druk te zetten om een oplossing te vinden. Op 31 december 2005 deed Poetin nog een laatste poging om het conflict te beëindigen door aan te bieden de prijsverhoging uit te stellen tot april, mits Oekraïne onmiddellijk akkoord ging met de prijsverhoging. Deze wees dit aanbod echter onmiddellijk van de hand.
Op 1 januari 2006 startte Gazprom met het verminderen van de druk op het gasnetwerk, nog voor het Russische ultimatum van 10:00 MSK. Op 2 januari beschuldigde Rusland Oekraïne ervan gas gestolen te hebben ter waarde van 25 miljoen dollar. Dit werd onmiddellijk ontkend door Oekraïense functionarissen, al weigerde men wel resoluut om ook maar enige documenten te tekenen die het mogelijk zouden maken om een vergelijking te maken tussen het gas dat Oekraïne binnenkwam vanuit Rusland en de hoeveelheid die Oekraïne uitging.
Er kwam een discussie opgang over de vraag waar het gas was gebleven. Gazprom nodigde daarop de Zwitserse goedereninspectiedienst en testinstantie SGS uit om naar Rusland te komen en de hoeveelheid gas te registreren die het Oekraïense pijpleidingennetwerk binnenstroomt, om aan te tonen dat zij niet meer gas achterhielden dan was aangekondigd.
Het gascontract tussen Rusland en de Europese Unie vereist van Rusland dat ze gas levert tot aan grens van de voormalige Sovjet-Unie. Gespeculeerd werd daarom dat de EU daardoor Rusland ook zou kunnen aanklagen voor het schenden van het contract als Oekraïne illegaal gas af zou tappen. Rusland zou dan geen andere keuze hebben dan de druk op het netwerk te herstellen, zodra er meldingen kwamen over het vallen van de gasdruk in Europese landen. De druk werd door Gazprom hersteld op 3 januari.

## Gevolgen voor Europese landen
Ondanks de geruststelling van Oekraïne dat er geen daling zou zijn in de te leveren hoeveelheden gas aan Europese landen, zagen veel Europese landen een directe val in de hoeveelheid gas die werd geleverd:
| Land       | Daling                     |
| ---------- | -------------------------- |
| Duitsland  | onbekend                   |
| Frankrijk  | 25−30%                     |
| Hongarije  | 40% (van Russische import) |
| Italië     | 24% (6% van totale import) |
| Kroatië    | ± 33%                      |
| Oostenrijk | ± 33%                      |
| Polen      | 14%                        |
| Roemenië   | ± 20%                      |
| Slowakije  | ± 33%                      |

Het Verenigd Koninkrijk uitte bezorgdheid dat er een val zou komen in hun voorraden in de nabije toekomst.
In reactie op de gemelde dalingen van de gastoevoer kondigde Gazprom aan dat er meer gas naar Europa zou worden gepompt.
De alternatieve pijpleiding via Wit-Rusland heeft slechts een capaciteit van 30 miljard m³ per jaar tegenover 120 miljard m³ voor de Oekraïense pijpleidingen. Ook heeft dat netwerk weinig reservecapaciteit.
Hoofd strategie Christopher Weafer van de Alfa Bank uit Moskou verklaarde op 2 januari dat Rusland zijn krediet in het buitenland direct ondermijnde door op dezelfde dag dat deze het voorzitterschap bij de G8 op zich nam, de gasleveranties aan Oekraïne af te sluiten, waardoor in ieder geval de gasleveringen aan Europa in gevaar kwamen ("On the very day it takes over chairmanship of the G8, it cuts off supplies to Ukraine, which indirectly at least threatens gas supplies to Europe. It undermines Russia's credibility straightaway,"). Ook zei hij dat de ministers van economische zaken van Duitsland, Italië, Oostenrijk en Frankrijk de Oekraīense overheid in Kiev hadden gewaarschuwd dat de 'perfecte relaties' met Oekraïne aangetast zouden kunnen worden als deze niet in staat was om al het gas te levern dat was bestemd voor Europese landen ("economic ministers of Germany, Italy, Austria and France warned the government in Kiev that their nations' "perfect relations" with Ukraine could be affected if it failed to deliver all of the gas meant for European countries").
Op 3 januari vroeg minister-president van Rusland Michail Fradkov aan de Oostenrijkse bondskanselier Wolfgang Schüssel, wiens land op dat moment het voorzitterschap van de EU bekleedde, om Oekraïne te beïnvloeden en zo te zorgen voor een 'volledige en ongestoorde' gasdoorvoer van Rusland naar de EU-landen. In reactie hierop waarschuwde de Letse energiecommissaris Andris Piebalgs Rusland om de EU niet tot een "gevangene" te maken van haar zaken met Oekraïne.
De Oostenrijkse minister van Buitenlandse Zaken Ursula Plassnik bekritiseerde de Russische actie tegen Oekraïne. Op 4 januari presenteerde Polen de positie van de Visegrádgroep-landen tijdens een speciale bijeenkomst van de EU die was gewijd aan de gaskwestie. De verklaring omvatte ook de mening dat het onacceptabel is om hogere prijzen te eisen door het blokkeren van gasleveranties en dat de EU andere gasbronnen moet zoeken naast Rusland.

## Overeenkomst om het conflict te beëindigen
Op 4 januari 2006 kwamen Rusland en Oekraïne tot een overeenkomst om het conflict te beëindigen. Er werd een 5-jarig voorlopig contract getekend voor de transittarieven en een contract voor 6 maanden voor de gasprijs die Oekraïne moet betalen aan Rusland. Gazprom behield met deze overeenkomst de prijsstijging naar 230 dollar per 1000 m³ gas. Ze verkoopt dit gas echter niet direct aan Oekraïne, maar aan het Russisch-Zwitserse bedrijf RosUkrEnergo die, na het te mixen met twee derde goedkoper gas uit voorraden uit Centraal-Azië, het doorverkoopt aan Oekraïne voor 95 dollar.
De beide partijen kwamen ook overeen om het transittarief te laten stijgen van 1,09 naar 1,60 dollar per 1000 m³/100 km. Dit tarief geldt voor zowel de doorvoer van Russisch gas door Oekraïne als voor de doorvoer van Oekraïens gas van Turkmenistan door Rusland. De overeengekomen prijs zou volgens een zegsman van Gazprom fluctueren met de markt. Inmiddels is de prijs alweer verlaagd. De meeste analytici zien de overeenkomst als een deal waarmee beide partijen gezichtsverlies willen voorkomen. aangezien beide partijen aankondigden helemaal tevreden te zijn.
Sommige experts betwijfelen echter of deze overeenkomst winstgevend zal zijn voor RosUkrEnergo. Het bedrijf moet 16 miljard m³ van Rusland kopen voor 230 dollar/1000 m³, 40 miljard m³ van Turkmenistan en Kazachstan voor 60-65 dollar/1000 m³ en dan dit gas verkopen aan Oekraïne voor 95 dollar/1000 m³. Daarnaast moet RosUkrEnergo 40 miljard m³ gas transporteren naar Europa voor een prijs van 1,60 dollar per 1000 m³/100 km of 1,92 miljard. De totale uitgaven komen hiermee op 2,5 + 3,8 + 1,92 miljard dollar = 8,22 miljard dollar. De opbrengsten uit verkoop van het gas bedragen slechts 5,5 miljard dollar. Gedacht wordt dat het verlies van ± 2,7 miljard wordt gecompenseerd door niet bekendgemaakte afspraken; mogelijk kan een Oekraïense schuld hieronder vallen of een lease van de pijpleiding. Een andere analyse laat zien dat, afhankelijk van de prijs uit Turkmenistan en met meerekening van de opbrengst van het transport, RosUkrEnergo's rentabiliteitsdrempel ongeveer 70 dollar/tcm bedraagt voor Aziatisch gas. Bij 65 dollar/tcm zou het een kleine winst kunnen maken.

## Beschuldigingen van politieke motivatie

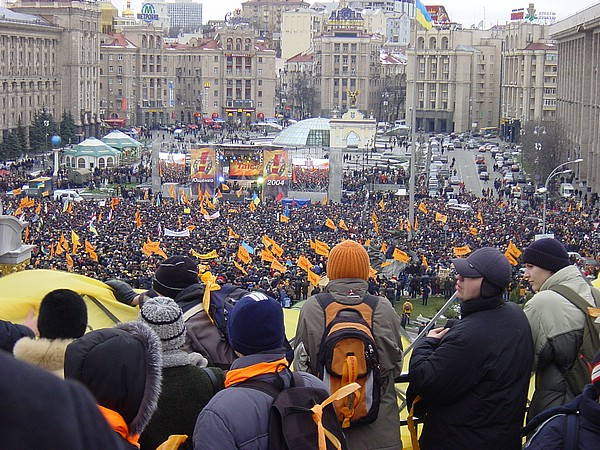
De Oranjerevolutie die een meer Westers-georiënteerde regering bracht in Oekraïne is een van de motivaties die werd genoemd door westerse waarnemers

Een groot aantal waarnemers in de wereld beschuldigen Rusland ervan dat de stopzetting van de gasleveranties aan Oekraïne een politieke wraakactie is voor de stappen die het land heeft gezet om zich uit de invloedssfeer van Rusland te werken (zie Oranjerevolutie) en voor het prowesters beleid van de regering. Anderen menen dat de verhoging van de gasprijzen in het winterseizoen mogelijk bedoeld was om de populariteit van de Oekraïense president en zijn partij Nasja Oekrajina te verlagen voor de parlementaire verkiezingen in de lente van 2006 of dat het een Russische poging was om controle te verkrijgen over het Oekraïense pijpleidingennetwerk, zoals in 2004 bij Wit-Rusland.
Rusland ontkent de beschuldigingen met betrekking tot een politieke motivatie en wijst naar het feit dat de Russische bondgenoot Armenië dezelfde prijs betaalt als Georgië, dat koele relaties heeft met Rusland sinds de Rozenrevolutie. Rusland betoogt dat de prijsverhoging een economisch gemotiveerde en geen politiek gemotiveerde zet is en wijst erop dat ook in andere voormalige Sovjetlanden als Armenië, Georgië, Moldavië en de Baltische staten de prijzen worden verhoogd. Deze prijzen blijven echter veel lager (110-125 dollar per 1000 m³ in 2006). Volgens Gazprom is de reden daarvoor dat het gas voor de Zuidelijke Kaukasus uit gasvelden komt die niet zijn verbonden met de Europese markt en er dus geen opportuniteitskosten zijn voor Rusland voor het niet verkopen van dit gas aan Europa. Bij de Baltische staten, die wel aangesloten zijn op het West-Europese gasleidingennetwerk, wees Gazprom op een aantal infrastructurele werken in gezamenlijk beheer, naast het feit dat het tekenen van de tijdelijke overeenkomsten over transporttarieven met deze landen gebeurde op een tijdstip dat het tariefverschil met Europa nog niet zo groot was. Rusland hoeft echter nog niet dezelfde prijzen te bieden aan al zijn klanten, daar het nog geen lid is van de Wereldhandelsorganisatie.
Wit-Rusland betaalt een prijs van ongeveer 47 dollar per 1000 m³ gas. Deze lage prijs is het gevolg van het gascontract dat de beide landen na het Wit-Russisch-Russisch gasconflict begin 2004 sloten op 27 december 2005. Rusland kreeg hierbij de eigendomsrechten van het Wit-Russische gedeelte van de Jamal-Europa Gasleiding en een pachtverdrag voor de grond waarover deze lopen; de belangrijkste pijpleiding in Wit-Rusland voor het vervoer van gas van Rusland naar Europa in het land. Gazprom had eerder al een aantal pogingen gedaan om het nationale netwerk Beltransgaz over te nemen, maar president Aleksandr Loekasjenko weigerde dit. Volgens zegsman Aleksander Rjazanov van Gazprom was deze lage gasprijs een speciale aanbieding omdat "Rusland en Wit-Rusland in een proces zijn tot de vorming van een gezamenlijke uniestaat, wat het gebruik van gezamenlijke standaarden inhoudt wanneer financiële en economische parameters voor beide landen ontworpen worden".
Gazprom gaf aan dat Oekraïne ook een dergelijk pachtverdrag was aangeboden, maar dat Oekraïne dit van de hand had gewezen. Op 30 maart 2006 werd door Gazprom verklaard dat Wit-Rusland vanaf 2007 Europese marktprijzen zal moeten gaan betalen voor gas. Olie- en gasexpert Oleg Maximov van de Troika Dialog investment bank noemde het een "onderhandelingstroef" om Beltransgaz alsnog in handen te krijgen.
Eerder in 2005 weigerde Gazprom een aanbod van Turkmenistan om gas te importeren uit dat land voor 58 dollar per 1000 m³. Gazprom gaf aan de prijs te hoog te vinden, maar in december 2005 sloot het plotseling een contract met het land voor de levering van 30 miljard m³ gas voor een prijs van 65 dollar per 1000 m³, waarvan 15 miljard m³ in het eerste kwartaal van 2006. Volgens veel waarnemers werd dit gedaan om de opties voor Oekraïne om andere gasbronnen te zoeken dan Rusland te verminderen. Opgemerkt moet wel worden dat de gasprijzen wereldwijd verdubbelden in 2005, waardoor een dergelijke prijsstijging niet vreemd is. Rusland heeft echter wel openlijk aangegeven dat het de toegang van Oekraïne tot gas uit Turkmenistan heeft beperkt.
Sommige waarnemers hebben uitgelegd dat het moeilijk is om economische motieven te zien als de basis voor het handelen van Gazprom, omdat het beleid van het bedrijf economisch inconsistent is. Politieke motieven kunnen volgens deze waarnemers mogelijk echter wel als basis worden gezien, daar Gazprom een staatsbedrijf is waarvan de gasprijzen in verband lijken te staan met de mate van politieke vriendschap van de Russische regering met de afnemende landen. Gazprom heeft dit echter ontkend en verklaarde dat de prijzen van Georgië (koele relatie) en Armenië (goede relatie) allebei op 110 dollar liggen, wat zou bewijzen dat Gazprom geen politiek geïnspireerde prijzen hanteert. De Armeense minister van Energie Armen Movsisian verklaarde echter dat Rusland alleen onderhandelde over een mogelijk lagere prijs in Armenië en bij andere staten dit niet deed.
De gasprijs van 230 dollar, die in eerste instantie werd geëist van Oekraïne, is lager dan het gemiddelde gasprijs die Gazprom hanteert voor de EU (240) en voor Roemenië (280), aangezien de transportkosten naar Oekraïne lager zijn in verband met de kortere afstand die moet worden overbrugd. De EU heeft een langlopend gascontract met Gazprom dat in de jaren 70 werd getekend, hetgeen de prijs relatief laag heeft gehouden.
Sommige analisten, met name Amerikaanse, denken dat de Russische acties bedoeld zijn om de komende parlementaire verkiezingscampagne in Oekraïne te beïnvloeden. De prowesterse regeringspartij staat hier onder andere tegenover partijen die een sterkere band tussen Rusland en Oekraïne voorstaan.

### WHO en marktprijzen voor voormalige Sovjetlanden
Pascal Lamy van de Wereldhandelsorganisatie verklaarde dat alle voormalige Sovjetlanden die gas kopen bij Gazprom de marktprijs moeten betalen voor hun energiekosten, om zo de efficiency van hun economieën te verbeteren. Hij gaf ook aan dat het conflict makkelijker had kunnen worden opgelost als de beide staten lid zouden zijn geweest van de WHO. Daarnaast zei hij dat het probleem in eerste instantie was ontstaan doordat Rusland en Oekraïne beide geen marktprijzen hanteren voor energiebronnen, wat zou leiden tot inefficiënt gebruik van energie bij beide staten. Hij voegde eraan toe dat het conflict geen consequenties had voor de acceptatie van Rusland in de WHO.

### Gasprijzen in Oekraïne en Rusland
Poetin verklaarde op 8 december 2005 in zijn toespraak dat consumenthuishoudens in Oekraïne lagere prijzen betalen voor gas dan die in Rusland, het land dat hen gas verkoopt. Hij verklaarde dat Rusland het gas voor Oekraïne elk jaar met 1 miljard dollar subsidieert uit het Russische federale budget. Dit geld wordt door Gazprom afgedragen van haar opbrengsten aan het federale budget. Poetin zei verder dat, omdat nog steeds 25 miljoen Russen onder de armoedegrens (60 dollar per maand) leven, een dergelijke last meer dan twijfelachtig is. Later zei hij dat Oekraïne "Rusland jaarlijks 4,6 miljard dollar kost".
Op 26 december 2005 bevestigde de Oekraïense premier Jechanoerov dat de prijzen van publieke voorzieningen voor gas lager zijn in zijn land dan in Rusland en gaf aan dat hierin verandering moet komen. De functionarissen van Naftogaz dat ze dezelfde prijzen aan zullen houden als in 2005.

## Nasleep en gevolgen

### Oekraïne
Nadat het nieuwe voorlopige contract op 4 januari was getekend, verklaarde ex-premier van Oekraïne Joelia Tymosjenko dat ze het contract zou aanvechten bij de rechter en dat ze Naftogaz ging aanklagen voor het schenden van de staatsbelangen van het land. De leider van de ultranationalistische Liberaal-Democratische Partij van Rusland Vladimir Zjirinovski verklaarde daartegenover dat hij een parlementair onderzoek zal verrichten vanwege een mogelijke schending van staatsbelangen van Rusland.
Op 11 januari 2006 bevestigden beide presidenten Poetin en Joesjtsjenko in Nur-Sultan dat het conflict voorbij was. Een aantal compromissen waren gemaakt door beide partijen en verklaard werd dat in de toekomst meer zal worden samengewerkt op het gebied van wetenschap, onderwijs en publieke gezondheidsdiensten.
Uit onvrede over de overeenkomst stemde de Oekraïense Verchovna Rada voor een voorstel om de regering af te zetten. Het voorstel werd aangenomen met 250 tegen 50 stemmen, waarop de regering Jechanoerov werd gesommeerd om af te treden. Jechanoerov noemde de beslissing echter 'niet bindend' en zei dat minimaal 300 leden van de in totaal 450 leden zouden moeten voorstemmen. Tymosjenko had met haar partij eerder al gepoogd om door middel van een motie de minister van energie en de directeur van Naftogaz te laten aftreden. Analisten stellen echter dat het parlement niet de bevoegdheid heeft om dit te doen. De directeur van Naftogaz is namelijk geen lid van het kabinet.
Op 13 januari bezetten medewerkers van het staatshydrografiebedrijf van Oekraïne de vuurtoren van Jalta, die als onderdeel van het contract over de Zwarte Zeevloot verhuurd was aan Rusland en blokkeerden de toegang tot de Russen. De Russische regering gaf aan dat dit het bilaterale verdrag over de Zwarte Zeevloot kon schaden. Op dezelfde dag gaf premier Jechoerov aan dat Oekraïne zelf kernenergie op wil gaan wekken, om zo de afhankelijkheid van Rusland te verminderen.
Het definitieve contract zou op 22 januari worden getekend door de Oekraïense regering, maar dit is uitgesteld omdat men het nog niet eens is over de voorwaarden en prijzen van levering en omdat het Oekraïense parlement probeert het contract te verwerpen. Een belangrijk twistpunt is het feit dat het transittarief voor vijf jaar geldt en de prijs voor gas voor slechts 6 maanden.
Turkmenistan liet op 11 februari weten de gasprijs te willen verhogen van 65 naar 100 dollar/1000 m³ in september of oktober van 2006. De prijs werd uiteindelijk verhoogd naar 95 dollar/1000 m³.

#### Gasovereenkomst
Nadat Oekraïne verschillende kabinetswisselingen had doorgemaakt en Janoekovitsj's Partij van de Regio's een kleine overwinning had behaald (grootste partij met 32,14%) in de Oekraïense parlementsverkiezingen op 26 maart, ging president Joesjtsjenko uiteindelijk akkoord met de aanstelling van Janoekovitsj als premier op 4 augustus en sloot met hem een "nationaal eenheidspact", waarbij beiden hun politieke geschillen aan de kant zetten. De pro-Russische Janoekovitsj wordt gezien als iemand die de banden met Rusland verder aan wil halen.
Op 16 augustus verklaarde Janoekovitsj reeds een overeenkomst te hebben gesloten met zijn Russische collega Michail Fradkov, waarbij de opslagcapaciteit voor gas in Oekraïne zal stijgen met 24,5 miljard m³ en dat hij en Fradkov de voorwaarden voor de kosten van het gas al ruwweg waren overeengekomen.
Janoekovitsj verklaarde "De prijzen worden natuurlijk bepaald door de markt, maar het mechanisme waardoor de prijzen worden gevormd zal transparant zijn en ze zullen corresponderen met het niveau van economische relaties tussen Oekraïne en Rusland". Fradkov gaf verder aan dat hij de onderhandelingen over de gasprijzen voor het komende jaar wil versnellen. Ook legde Fradkov Oekraïne de keuze voor om lid te worden van de Shanghai-samenwerkingsorganisatie, een keuze die eerder door de Russische minister van defensie Sergej Ivanov was ontmoedigd aan president Loekasjenka van Wit-Rusland, omdat het land niet in Azië ligt.

### Andere landen
In veel Europese landen is een discussie begonnen over het verminderen van de afhankelijkheid van energiebronnen uit "politiek onvrije landen" door het zoeken naar alternatieve bronnen en andere vormen van energie en door het zuiniger omgaan met energie.
Op 6 januari gaf ook het Bulgaarse gasbedrijf Bulgargaz aan niet akkoord te gaan met een verhoging van de gasprijs door Gazprom van 83 naar 258 dollar. Bulgarije stelde dat Gazprom hiertoe geen mogelijkheid heeft daar het huidige contract (uit 1998) pas afloopt in 2010. Later werd dit door Gazprom erkend.
Moldavië werd ook afgesloten op 1 januari in verband met het uitblijven van een contract, maar verkreeg sindsdien gas via Naftogaz. Dit was echter slechts voldoende voor twee derde van de gasbehoefte, waardoor de gasdruk daalde. Hierdoor was bijvoorbeeld de publieke nutsvoorziening in Chisinau genoodzaakt tot het verlagen van de temperatuur van het warme tapwater en de verwarming te beperken tot 15 °C. Het land sloot uiteindelijk halverwege januari 2006 een contract voor een half jaar voor 110 dollar.
Georgië kreeg op 22 januari 2006 te maken met twee aanslagen op gasleidingen vanuit Rusland naar het land, waardoor de toevoer uit Rusland met twee derde afnam. Doordat het land zelf geen gasvoorraden bezit, kwam het nog diezelfde dag voor een groot deel zonder gas te zitten, hetgeen een groot probleem vormde omdat het land op dat moment werd getroffen door een van de koudste winters van de laatste jaren. De Russische autoriteiten verklaarden dat het aanvallen waren van pro-Tsjetsjeense terroristen en verklaarden een onderzoek in te zullen stellen. President Micheil Saakasjvili noemde het in een interview "geplande aanslagen" door de Russische regering en verklaarde dat het gebied waarin de pijpleidingen lagen, onder controle stonden van het Russische leger en er geen opstandelingen in het gebied waren.
Op 28 januari werd het gas afgesloten naar de Russische ambassade in de stad, volgens de Georgische autoriteiten vanwege een defect. De burgemeester van Tbilisi gaf echter de verklaring dat de burgers van de stad het gas harder nodig hadden dan degenen die meededen aan de "energieblokkade" van het land. Een paar uur nadat vanuit Rusland het dreigement was gekomen om dit ook bij de Georgische ambassade in Moskou te doen, werd de gastoevoer weer aangesloten. De Georgische ambassade kwam echter ook zonder stroom te zitten, wat volgens de Russen ook door een defect werd veroorzaakt. Op 30 januari werd de gastoevoer vanuit Rusland naar Georgië hersteld.

### Kaartjes
- pennet.com
- innogate.org (internetarchief)
- bbc.co.uk